# Blue Stars/FIFA Youth Cup 2019
Der Blue Stars/FIFA Youth Cup 2019 war die 81. Austragung des Jugendfussballturniers Blue Stars/FIFA Youth Cup und fand am 30. und 31. Mai 2019 auf der Sportanlage Buchlern in Zürich (Schweiz) statt. Der VfL Wolfsburg gewann das Frauenturnier, der CA Boca Juniors das Herrenturnier.

## Frauenturnier

### Resultate

#### Gruppe A
| VfL Wolfsburg        |
| Vancouver Whitecaps  |
| FC Blue Stars Zürich |

| Pl. | Verein               | Sp. | S | U | N | Tore    | Diff. | Punkte |
| --- | -------------------- | --- | - | - | - | ------- | ----- | ------ |
| 1.  | VfL Wolfsburg        | 2   | 2 | 0 | 0 | 013:100 | +12   | 06     |
| 2.  | Vancouver Whitecaps  | 2   | 1 | 0 | 1 | 002:500 | −3    | 03     |
| 3.  | FC Blue Stars Zürich | 1   | 0 | 0 | 1 | 000:900 | −9    | 0      |

|                           |   |                      |     |
| 30. Mai 2019 um 10:00 Uhr |   |                      |     |
| VfL Wolfsburg             | – | FC Blue Stars Zürich | 8:0 |
| 30. Mai 2019 um 12:40 Uhr |   |                      |     |
| FC Blue Stars Zürich      | – | Vancouver Whitecaps  | 0:1 |
| 30. Mai 2019 um 12:40 Uhr |   |                      |     |
| Vancouver Whitecaps       | – | VfL Wolfsburg        | 1:5 |

#### Gruppe B
| FC Internazionale Women |
| BSC YB Frauen           |
| FC Zürich Frauen        |

| Pl. | Verein                  | Sp. | S | U | N | Tore    | Diff. | Punkte |
| --- | ----------------------- | --- | - | - | - | ------- | ----- | ------ |
| 1.  | BSC YB Frauen           | 2   | 1 | 0 | 1 | 002:100 | +1    | 03     |
| 2.  | FC Internazionale Women | 2   | 1 | 0 | 1 | 001:100 | ±0    | 03     |
| 3.  | FC Zürich Frauen        | 2   | 1 | 0 | 1 | 001:200 | −1    | 03     |

|                           |   |                         |     |
| 30. Mai 2019 um 10:00 Uhr |   |                         |     |
| FC Internazionale Women   | – | FC Zürich Frauen        | 0:1 |
| 30. Mai 2019 um 12:40 Uhr |   |                         |     |
| FC Zürich Frauen          | – | BSC YB Frauen           | 0:2 |
| 30. Mai 2019 um 15:10 Uhr |   |                         |     |
| BSC YB Frauen             | – | FC Internazionale Women | 0:1 |

#### Halbfinal
|                           |   |                         |     |
| 30. Mai 2019 um 18:05 Uhr |   |                         |     |
| VfL Wolfsburg             | – | FC Internazionale Women | 5:0 |
| 30. Mai 2019 um 18:05 Uhr |   |                         |     |
| Vancouver Whitecaps       | – | BSC YB Frauen           | 0:1 |

#### Spiel um Platz 5 und 6
|                           |   |                  |     |
| 31. Mai 2019 um 14:40 Uhr |   |                  |     |
| FC Blue Stars Zürich      | – | FC Zürich Frauen | 0:3 |

#### Spiel um Platz 3 und 4
|                           |   |                     |     |
| 31. Mai 2019 um 18:50 Uhr |   |                     |     |
| FC Internazionale Women   | – | Vancouver Whitecaps | 0:1 |

#### Final
Der Final fand am 31. Mai 2019 auf der Sportanlage Buchlern zwischen dem VfL Wolfsburg und der BSC YB Frauen statt.
| VfL Wolfsburg                                              | VfL Wolfsburg | BSC YB Frauen | BSC YB Frauen |
| ---------------------------------------------------------- | --- | --- | ------------- |
| VfL Wolfsburg                                              | \| 31. Mai 2019 um 18:50 Uhr in Zürich (Sportanlage Buchlern) \| \| Ergebnis: 4:0 (4:0) \| \| Zuschauer: unbekannt \| \| Schiedsrichterin: Michèle Schmölzer ( Schweiz) \|                      | \| 31. Mai 2019 um 18:50 Uhr in Zürich (Sportanlage Buchlern) \| \| Ergebnis: 4:0 (4:0) \| \| Zuschauer: unbekannt \| \| Schiedsrichterin: Michèle Schmölzer ( Schweiz) \|                        | BSC YB Frauen |
| VfL Wolfsburg                                              | Leonie Rösicke – Jacqueline Dönges, Lea Krüger, Nina Räcke, Lina Jubel – Erëleta Memeti , Lotta Cordes, Miray Cin, Antonia Baaß – Maria Cristina Lange, Jessica Fischer Cheftrainer: Şaban Uzun | Saskia Bürki – Elisa Zeller, Leana Zaugg, Chiara Salm, Laura Frey – Laura Schreurs – Morina Suter, Chiara Messerli – Jael Jost , Mégane Djeaid – Ilona Guede Redondo Cheftrainer: Rolf Kirchhofer | BSC YB Frauen |
| VfL Wolfsburg                                              | 1:0 Jessica Fischer (5.) 2:0 Antonia Baaß (15.) 3:0 Maria Cristina Lange (21.) 4:0 Antonia Baaß (25.)                                                                                           | | BSC YB Frauen |
| VfL Wolfsburg                                              | Chiara Salm (28.) | | BSC YB Frauen |
| 31. Mai 2019 um 18:50 Uhr in Zürich (Sportanlage Buchlern) | | |               |
| Ergebnis: 4:0 (4:0)                                        | | |               |
| Zuschauer: unbekannt                                       | | |               |
| Schiedsrichterin: Michèle Schmölzer ( Schweiz)             | | |               |

### Rangliste und Kader
| 1. | VfL Wolfsburg           | 1 Leonie Rösicke \| 3 Lina Jubel \| 5 Nina Räcke \| 6 Lotta Cordes \| 7 Antonia Baaß \| 10 Miray Cin \| 13 Jacqueline Dönges \| 14 Jessica Fischer \| 15 Lea Krüger \| 17 Erëleta Memeti \| 18 Maria Cristina Lange \| Annika Geistert \| Johanna Bartel \| Rita Schumacher                                                              |
| 2. | BSC YB Frauen           | 1 Saskia Bürki \| 6 Laura Frey \| 7 Jael Jost \| 8 Chiara Salm \| 9 Ilona Guede Redondo \| 12 Chiara Messerli \| 13 Mégane Djeaid \| 14 Morina Suter \| 15 Leana Zaugg \| 16 Laura Schreurs \| 20 Elisa Zeller \| Audrey Remy \| Saffira Guinand \| Julia Schassberger                                                                   |
| 3. | Vancouver Whitecaps     | Mia Pante \| Allison Remington \| Andersen Williams \| Maya Rogers \| Mya Jones \| Caitlin Shaw \| Abigail Schwartz \| Omeha Sandhu \| Ariel Young \| Sophia Seibel \| Oluwateniola Akindoju |
| 4. | FC Internazionale Women | 1 Martina Vanin \| 5 Sara Jennifer Gila \| 10 Agata Giani \| 13 Sofia Dell’Acqua \| Anna Catelli \| Carolina Morleo \| Lisa Sabbatino |
| 5. | FC Zürich Frauen        | 2 Sarina Heeb \| 3 Eliane Graf \| 5 Franka Weber \| 7 Lydia Andrade \| 8 Sabina Jackson \| 9 Giada Casagrande \| 11 Argnesa Rexhepi \| 12 Viola Avduli \| 13 Ella Ljustina \| 14 Vania Duarte \| 16 Luna Lempérière \| 18 Flavia von Känel \| 19 Seraina Piubel \| 21 Lourdes Romero \| Eleni Rittmann \| Vivian Kaspar \| Désirée Meyer |
| 6. | FC Blue Stars Zürich    | 19 Anna Schnarwyler \| Johanna Bösiger \| Dominique Rochat \| Mia Born \| Chiara Rohrer \| Shannon Steiner \| Tanisha Williams \| Tanisha Stronski \| Morenike Kuku \| Noemi Lütschg \| Melissa Schweizer \| Isabella Antunes Godinho \| Tea Eberle \| Emina Haddaji \| Meret Bassand                                                    |

### Auszeichnungen
| Beste Spielerin  | Maria Cristina Lange (VfL Wolfsburg) |
| Beste Torhüterin | Saskia Bürki (BSC YB Frauen)         |
| Fairplay-Sieger  | Vancouver Whitecaps                  |

## Männerturnier

### Resultate

#### Gruppe A
| GNK Dinamo Zagreb       |
| CA Boca Juniors         |
| Grasshopper Club Zürich |
| FC Sevilla              |
| FC Blue Stars Zürich    |

| Pl. | Verein                  | Sp. | S | U | N | Tore    | Diff. | Punkte |
| --- | ----------------------- | --- | - | - | - | ------- | ----- | ------ |
| 1.  | CA Boca Juniors         | 4   | 3 | 1 | 0 | 010:100 | +9    | 10     |
| 2.  | GNK Dinamo Zagreb       | 4   | 3 | 1 | 0 | 007:000 | +7    | 10     |
| 3.  | Grasshopper Club Zürich | 4   | 2 | 0 | 2 | 009:500 | +4    | 06     |
| 4.  | FC Sevilla              | 4   | 0 | 1 | 3 | 000:700 | −7    | 01     |
| 5.  | FC Blue Stars Zürich    | 4   | 0 | 1 | 3 | 000:130 | −13   | 01     |

|                           |   |                         |     |
| 30. Mai 2019 um 10:50 Uhr |   |                         |     |
| GNK Dinamo Zagreb         | – | FC Blue Stars Zürich    | 2:0 |
| 30. Mai 2019 um 10:50 Uhr |   |                         |     |
| CA Boca Juniors           | – | FC Sevilla              | 2:0 |
| 30. Mai 2019 um 13:30 Uhr |   |                         |     |
| FC Sevilla                | – | FC Blue Stars Zürich    | 0:0 |
| 30. Mai 2019 um 13:30 Uhr |   |                         |     |
| Grasshopper Club Zürich   | – | GNK Dinamo Zagreb       | 0:2 |
| 30. Mai 2019 um 16:00 Uhr |   |                         |     |
| CA Boca Juniors           | – | Grasshopper Club Zürich | 3:1 |
| 30. Mai 2019 um 16:00 Uhr |   |                         |     |
| FC Sevilla                | – | GNK Dinamo Zagreb       | 0:3 |
| 30. Mai 2019 um 18:55 Uhr |   |                         |     |
| FC Blue Stars Zürich      | – | CA Boca Juniors         | 0:5 |
| 31. Mai 2019 um 11:55 Uhr |   |                         |     |
| Grasshopper Club Zürich   | – | FC Sevilla              | 2:0 |
| 31. Mai 2019 um 13:00 Uhr |   |                         |     |
| GNK Dinamo Zagreb         | – | CA Boca Juniors         | 0:0 |
| 31. Mai 2019 um 13:00 Uhr |   |                         |     |
| FC Blue Stars Zürich      | – | Grasshopper Club Zürich | 0:6 |

#### Gruppe B
| SL Benfica       |
| Seattle Sounders |
| FC Basel 1893    |
| PAOK FC          |
| FC Zürich        |

| Pl. | Verein           | Sp. | S | U | N | Tore    | Diff. | Punkte |
| --- | ---------------- | --- | - | - | - | ------- | ----- | ------ |
| 1.  | SL Benfica       | 4   | 3 | 0 | 1 | 003:100 | +2    | 09     |
| 2.  | PAOK FC          | 4   | 2 | 2 | 0 | 004:200 | +2    | 08     |
| 3.  | FC Zürich        | 4   | 1 | 2 | 1 | 005:300 | +2    | 05     |
| 4.  | FC Basel 1893    | 4   | 1 | 1 | 2 | 002:300 | −1    | 04     |
| 5.  | Seattle Sounders | 4   | 0 | 1 | 3 | 001:600 | −5    | 01     |

|                           |   |                  |     |
| 30. Mai 2019 um 11:40 Uhr |   |                  |     |
| SL Benfica                | – | FC Zürich        | 1:0 |
| 30. Mai 2019 um 11:40 Uhr |   |                  |     |
| Seattle Sounders          | – | PAOK FC          | 1:1 |
| 30. Mai 2019 um 14:20 Uhr |   |                  |     |
| PAOK FC                   | – | FC Zürich        | 1:1 |
| 30. Mai 2019 um 14:20 Uhr |   |                  |     |
| FC Basel 1893             | – | SL Benfica       | 0:1 |
| 30. Mai 2019 um 16:50 Uhr |   |                  |     |
| Seattle Sounders          | – | FC Basel 1893    | 0:1 |
| 30. Mai 2019 um 16:50 Uhr |   |                  |     |
| PAOK FC                   | – | SL Benfica       | 1:0 |
| 30. Mai 2019 um 18:55 Uhr |   |                  |     |
| FC Zürich                 | – | Seattle Sounders | 3:0 |
| 31. Mai 2019 um 11:15 Uhr |   |                  |     |
| FC Basel 1893             | – | PAOK FC          | 0:1 |
| 31. Mai 2019 um 13:50 Uhr |   |                  |     |
| SL Benfica                | – | Seattle Sounders | 1:0 |
| 31. Mai 2019 um 13:50 Uhr |   |                  |     |
| FC Zürich                 | – | FC Basel 1893    | 1:1 |

#### Spiel um Platz 9 und 10
|                           |   |                  |     |
| 31. Mai 2019 um 15:40 Uhr |   |                  |     |
| FC Blue Stars Zürich      | – | Seattle Sounders | 0:2 |

#### Spiel um Platz 7 und 8
|                           |   |               |                |
| 31. Mai 2019 um 15:40 Uhr |   |               |                |
| FC Sevilla                | – | FC Basel 1893 | 1:1, 7:6 i. E. |

#### Spiel um Platz 5 und 6
|                           |   |           |     |
| 31. Mai 2019 um 16:40 Uhr |   |           |     |
| Grasshopper Club Zürich   | – | FC Zürich | 0:1 |

#### Spiel um Platz 3 und 4
|                           |   |         |                |
| 26. Mai 2019 um 17:40 Uhr |   |         |                |
| GNK Dinamo Zagreb         | – | PAOK FC | 0:0, 3:4 i. E. |

#### Final
Der Final fand am 31. Mai 2019 auf der Sportanlage Buchlern zwischen dem CA Boca Juniors und dem SL Benfica statt.
| CA Boca Juniors                                            | CA Boca Juniors | SL Benfica | SL Benfica |
| ---------------------------------------------------------- | --- | --- | ---------- |
| CA Boca Juniors                                            | \| 31. Mai 2019 um 20:10 Uhr in Zürich (Sportanlage Buchlern) \| \| Ergebnis: 2:0 (1:0) \| \| Zuschauer: unbekannt \| \| Schiedsrichter: Johannes Von Mandach ( Schweiz) \|                                                                       | \| 31. Mai 2019 um 20:10 Uhr in Zürich (Sportanlage Buchlern) \| \| Ergebnis: 2:0 (1:0) \| \| Zuschauer: unbekannt \| \| Schiedsrichter: Johannes Von Mandach ( Schweiz) \|               | SL Benfica |
| CA Boca Juniors                                            | Matias Ramos Mingo – Gonzalo Sandez, Oscar Salomon, Renzo Giampaoli, Rodrigo Montes – Erik Bodencer (53. Alan Vega), Alan Varela, Carlos Rosales, Aaron Molinas, Lucas Brochero (57. Pablo Gerzel) – Luciano Gimenez Cheftrainer: Rolando Schiavi | Dylan Silva – Guilherme Montoia, António Silva, Miguel Nobrega , Luis Pinheiro – Pedro Pinto, Nuno Cunha, Vilius Armalas, Edi Semedo – Hugo Nunes, Jair Tavares Cheftrainer: Luis Tralhao | SL Benfica |
| CA Boca Juniors                                            | 1:0 Lucas Brochero (17., Foulelfmeter) 2:0 Lucas Brochero (51., Foulelfmeter) | | SL Benfica |
| 31. Mai 2019 um 20:10 Uhr in Zürich (Sportanlage Buchlern) | | |            |
| Ergebnis: 2:0 (1:0)                                        | | |            |
| Zuschauer: unbekannt                                       | | |            |
| Schiedsrichter: Johannes Von Mandach ( Schweiz)            | | |            |

### Rangliste und Kader
| 1.  | CA Boca Juniors         | 1 Matias Ramos Mingo \| 2 Oscar Salomon \| 3 Gonzalo Sandez \| 4 Rodrigo Montes \| 5 Alan Vega \| 6 Renzo Giampaoli \| 7 Lucas Brochero \| 8 Aaron Molinas \| 9 Luciano Gimenez \| 10 Carlos Rosales \| 11 Alan Varela \| 17 Pablo Gerzel \| 18 Erik Bodencer \| Enzo Roldan \| Luciano Gimenez                                                     |
| 2.  | SL Benfica              | 1 Dylan Silva \| 2 Luis Pinheiro \| 3 Miguel Nobrega \| 4 Vilius Armalas \| 7 Edi Semedo \| 8 Nuno Cunha \| 11 Jair Tavares \| 13 António Silva \| 14 Guilherme Montoia \| 16 Pedro Pinto \| 18 Hugo Nunes \| Luis Lopes |
| 3.  | PAOK FC                 | 7 Antonios Gaitanidis \| 8 Achilleas Salamouras \| 9 Georgios Doumtsis \| 13 Anastasios Meletidis \| 15 Konstantinos Balomeno \| Dimitrios Tsopouroglou \| Konstantinos Balomenos \| Ioannis Karakoutis \| Georgios Tzovaras \| Zisis Chatzistravos \| Apostolos Diamantis                                                                          |
| 4.  | GNK Dinamo Zagreb       | 4 Mateo Les \| 11 Gyuhyeong Kim \| 15 Alen Dejanovic \| Roko Jurišić \| Dino Kapitanovic \| Tin Hrvoj \| Luka Pavlak \| Tom Alen Tolic |
| 5.  | FC Zürich               | 8 Kastrijot Ndau \| Fabian Rohner \| Bledian Krasniqi \| Lindrit Kamberi \| Marko Krunić \| Luca Rüegger \| Basil Erne \| Reinaldo Nascimento Satorno \| Stephan Seiler \| Lukas Bolzli \| Guillaume Furrer \| Allan Okello \| Luka Stevic \| Salah Aziz Binous \| Calvin Heim \| Adhurim Gashi \| Valdrin Dalipi                                   |
| 6.  | Grasshopper Club Zürich | 1 Amir Saipi \| 4 Ebuka Raphael Nwenyl \| 5 Serge Müller \| Mergim Bajrami \| Marcin Dickenmann \| Fabio Fehr \| Dereck Darkwa |
| 7.  | FC Sevilla              | 7 Francisco Jose Perez Jaen \| Alejandro Ragel Romero \| Fernando Sanchez Ojeda \| Ivan Moreno Camacho \| Francisco Munoz Medina \| Ismael Salguero Lobato \| Juan Maria Ruiz Cabello \| Adrian Peral Gallardo \| Agustin Otero Benitez \| Emilio Jesus Suarez Martin \| Alvaro Duran Lopez \| Diego Fernandez Talaverc \| Marino Illsescas Montano |
| 8.  | FC Basel 1893           | 4 Dejan Zunic \| 10 Yannick Marchand \| Uran Bislimi \| Bastien Conus \| Bersan Gökpinar \| Martin Martinovic \| Jozef Pukaj \| Julian Von Moos |
| 9.  | Seattle Sounders        | 12 Leo Burnley \| Connor Drought \| Khai Brisco \| Austin Brummett \| Ray Serrano Lopez \| Alec Diaz |
| 10. | FC Blue Stars Zürich    | 3 Danilo Bosiokovic \| Ricardo Okonagbe \| Dennis Miolo \| Mussa Bagardi \| Erdonit Latifi \| Ali Bagardi \| Samuel Bellano \| Rinor Rexhepi \| Leandro Da Silva Marques \| Berham Bakir \| Alexandros Lymperopoulos |

### Auszeichnungen
| Bester Spieler  | Lucas Brochero (CA Boca Juniors)     |
| Bester Torhüter | Matías Ramos Mingo (CA Boca Juniors) |
| Fairplay-Sieger | PAOK FC                              |